# Priestfield Stadium
El Priestfield Stadium, popularmente conocido solo como Priestfield, y desde el 1 de junio del 2007 como KRBS Priestfield Stadium por razones de patrocinio, es un estadio de fútbol situado en Gillingham, Kent, Inglaterra. Ha sido la sede del Gillingham Football Club desde su formación en 1893, y fue también la sede temporal del Brighton & Hove Albion Football Club durante dos temporadas en la década de los 1990. El estadio también ha servido para disputar partidos internacionales, femeninos y juveniles.
El estadio se vio sometido a grandes remodelaciones durante los últimos años 1990, las cuales hicieron que su capacidad se redujera de cerca de 20 000 espectadores a los actuales 11 582. Aunque se ha invertido mucho dinero en el actual, el Gillingham Football Club tiene planeado trasladarse a un nuevo estadio. 

## Zonas

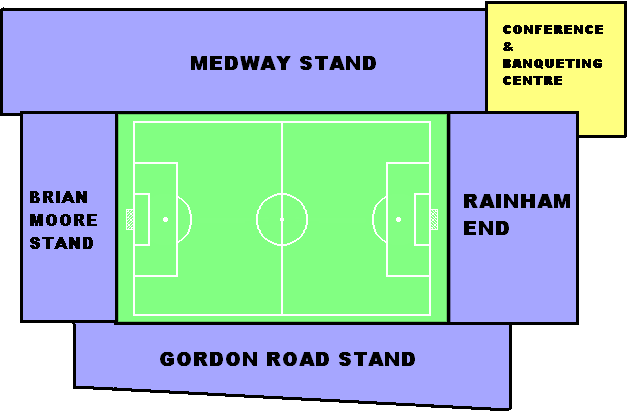
Planta de la distribución del estadio Priestfield.

El estadio se divide en cinco zonas además del terreno de juego, a saber: 
- Medway Stand
- Brian Moore Stand
- Gordon Road Stand
- Rainham End
- Centro de conferencias y banquetes

- Datos: Q619148
- Multimedia: Priestfield Stadium / Q619148